# Sudanul de Sud la Jocurile Olimpice de vară din 2016
Sudanul de Sud a participat la Jocurile Olimpice de vară din 2016 de la Rio de Janeiro în perioada 5 – 21 august 2016, cu o delegație de trei sportivi, care a concurat doar în probele de atletism. A fost prima sa participare la Jocurile Olimpice, după ce a fost admis în Comitetul Olimpic Internațional în anul 2015. Nu a primit nicio medalie.

## Atletism
| Atlet                | Probă            | Calificare | Calificare | Semifinală   | Semifinală   | Finală       | Finală       |
| Atlet                | Probă            | Rezultat   | Loc        | Rezultat     | Loc          | Rezultat     | Loc          |
| -------------------- | ---------------- | ---------- | ---------- | ------------ | ------------ | ------------ | ------------ |
| Santino Kenyi        | 1.500 m masculin | 3:45,27    | 12         | Nu a avansat | Nu a avansat | Nu a avansat | Nu a avansat |
| Guor Marial          | Maraton masculin | N/A        | N/A        | N/A          | N/A          | 2:22:45      | 82           |
| Margret Rumat Hassan | 200 m feminin    | 26,99 PB   | 8          | Nu a avansat | Nu a avansat | Nu a avansat | Nu a avansat |